# Świny (województwo łódzkie)
Świny – wieś w Polsce położona w województwie łódzkim, w powiecie łódzkim wschodnim, w gminie Koluszki.
| SIMC    | Nazwa        | Rodzaj    |
| ------- | ------------ | --------- |
| 0544125 | Michałów     | kolonia   |
| 0544131 | Świny        | kolonia   |
| 0544148 | Świny-Pieńki | część wsi |

Wieś szlachecka położona była w drugiej połowie XVI wieku w powiecie rawskim ziemi rawskiej województwa rawskiego. W latach 1975–1998 miejscowość położona była w województwie piotrkowskim.